# Valle de Casablanca

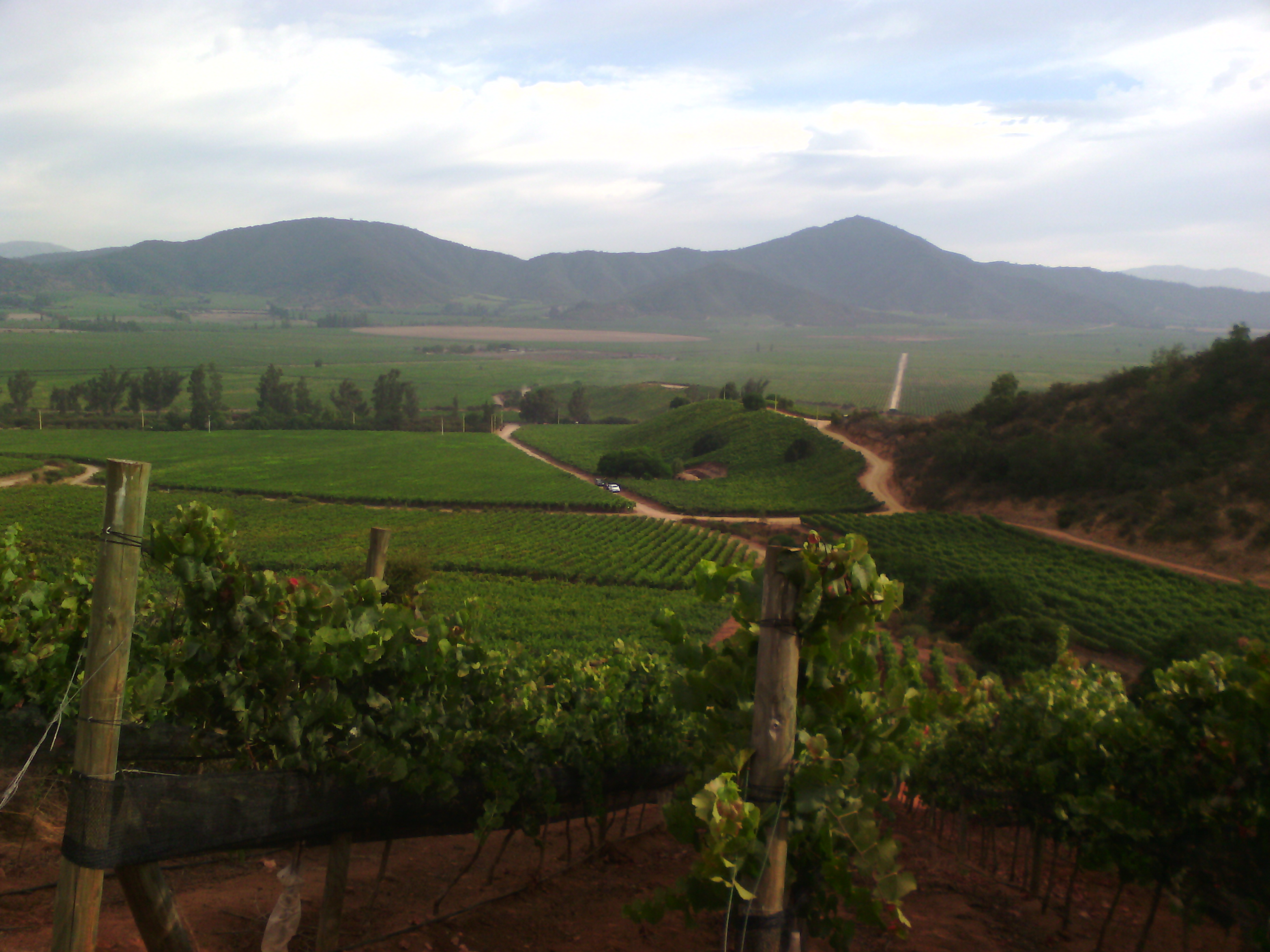
Valle de Casablanca.

Valle de Casablanca es una denominación de origen chilena para vinos procedentes de la subregión vitícola homónima que se ajusten a los requisitos establecidos por el Decreto de Agricultura n.º 464 de 14 de diciembre de 1994, que establece la zonificación vitícola del país y fija las normas para su utilización como denominaciones de origen.
El Valle de Casablanca se encuadra dentro de la región vitícola de Aconcagua y comprende la comuna del mismo nombre de la Región de Valparaíso. La influencia del mar en esta subregión, ayuda a mantener una temperatura moderada que oscila entre 27 °C y 23 °C durante los meses de enero y abril, viéndose frecuentemente afectada por heladas, que en su medición histórica más baja ha llegado a los -8 °C. Su condición de "valle de clima frío" le ha dado un excelente reconocimiento comercial, que se traduce en condiciones ideales para el cultivo de variedades tintas como Pinot Noir y Syrah, y de variedades blancas como Sauvignon Blanc y Chardonnay. La superficie de viñedos ocupa unas 3.700 ha.

## Detalles
- A Casablanca se le suele mencionar y reconocer como valle, pero no lo es ya que no presenta un curso aluvial divagante. La figura y reconocimiento de un "Valle de Casablanca", responde sólo a una figura comercial y asociativa para efectos de Denominación de Origen de sus vinos, y también como referencia geográfica.
- Existe una viña (bodega) con el mismo nombre del valle, Viña Casablanca, propiedad de Viña Santa Carolina.